# Crossed swords (película)
Crossed Swords es una película italiana de 1954 del género swashbuckler. La película está protagonizada por Errol Flynn y Gina Lollobrigida.
Es también conocida como Il Maestro di Don Giovanni  y La Hoja Dorada.

## Resumen
Raniero y Renzo son dos amigos que han viajado juntos durante dos años, viviendo aventuras, luchando en duelos y seduciendo mujeres. Raniero es el hijo de un Duque, y el veterano Renzo es un Don Juan.

## Reparto
- Errol Flynn es Renzo.
- Gina Lollobrigida es Francesca.
- Cesare Danova es Raniero.
- Nadia Gris es Fulvia.
- Roldano Lupi es Pavoncello.
- Alberto Rabagliati es Gennarelli.
- Paola Mori es Tomasina.
- Silvio Bagolini es Buio.
- Renato Chiantoni es Spiga.
- Riccardo Rioli es Lenzi.
- Pietro Tordi es El Duque.

## Producción

### De fondo
Milton Krims anunció que había escrito una película titulada El Noveno Hombre en 1950, basada en una novela de Mary Heaton Vorse y ambientada en Italia en el siglo XV. James Woolf de Romulus sería el productor.
En 1952 Krims anunció que haría El Noveno Hombre con Errol Flynn como estrella.

### Rodaje
Flynn produjo la película (en asociación con Barry Mahon) en un intento de emular el éxito de Las Aventuras de Don Juan (1948), que había vendido bien en Europa en su lanzamiento con Warner Bros. John Bash ayudó a Flynn a financiar la película.
La filmación tuvo lugar en Cinecitta Estudios en Roma, con exteriores en el pueblo de Lauro.
Fue la primera película de Gina Lollobrigida fuera del mercado italiano, y su coste fue de 30 millones (liras).
La película estuvo filmada en Pathécolor, un proceso de color nuevo desarrollado por Pathé Industrias.

## Recepción
El diario Chicago Tribune dijo que la película "ofrece interés muy pequeño", aparte de la fotografía.
La recaudación fue decepcionante - Flynn más tarde se quejó de que la película estuvo vendida "muy mal".
La experiencia incitó a Flynn a probar otra producción en Italia, Guillermo Tell,  que fue un proyecto desastroso. Poco después de esta película la mujer de Flynn dio nacimiento a una niña.
Durante la exhibición de la película en Nueva York, una mujer del público se suicidó.